# Drimia laxiflora
Drimia laxiflora är en sparrisväxtart som beskrevs av John Gilbert Baker. Drimia laxiflora ingår i släktet Drimia och familjen sparrisväxter.
Artens utbredningsområde är Moçambique. Inga underarter finns listade i Catalogue of Life.